# Trent Hunter
Trent Hunter, född 5 juli 1980 i Red Deer, Alberta, var en kanadensisk professionell ishockeyspelare som spelade i NHL-laget Los Angeles Kings. Från 2002 fram till och med säsongen 2010–11 spelade han för New York Islanders.
Hunter valdes av Mighty Ducks of Anaheim i den sjätte rundan som 150:e spelare totalt i 1998 års NHL-draft. Efter några säsonger med farmarlagsspel kom han år 2000 till New York Islanders.
Under NHL-lockouten 2004–05 spelade han i det allsvenska laget Nyköpings Hockey, som han hjälpte att gå upp i Kvalserien. Det blev dock inget spel i Elitserien för Nyköping.